# Nobusuke Kishi
Nobusuke Kishi (岸 信介 Kishi Nobusuke?,  13 de noviembre de 1896 – 7 de agosto de 1987) fue un político japonés y 56.º y 57.º primer ministro de Japón (25 de febrero de 1957 - 12 de junio de 1958; 12 de junio de 1958 - 19 de julio de 1960). Es el abuelo materno de Shinzo Abe, dos veces primer ministro de 2006 a 2007 y 2012 hasta 2020.

## Biografía

### Primeros años
Nació con el nombre de Nobusuke Satō (佐藤 信介 Satō Nobusuke?) en la localidad de Tabuse, prefectura de Yamaguchi, pero abandonó a su familia a temprana edad y fue adoptado por la familia Kishi tomando dicho apellido. Su hermano biológico Eisaku Satō también ocupó el cargo de primer ministro.

### Carrera política
Asistió a la Universidad Imperial de Tokio (hoy Universidad de Tokio) y fue empleado del Ministerio de Comercio e Industrias en 1920. En 1935 se convirtió en uno de los personajes clave en el desarrollo industrial de Manchukuo. El primer ministro Hideki Tōjō nombró a Kishi como ministro de Comercio e Industrias en 1941, y mantuvo esta posición hasta la rendición de Japón en 1945.
Hasta 1948 estuvo encarcelado como sospechoso de crímenes de guerra "clase A". Al contrario de Tojo (y otros miembros del gabinete), Kishi nunca fue acusado formalmente o juzgado por el Tribunal Penal Militar Internacional para el Lejano Oriente. No obstante, Kishi estuvo impedido de participar en la actividad pública por la purga de miembros del antiguo régimen por el gobierno de ocupación estadounidense.
Cuando la purga finalizó en 1952, Kishi decide iniciarse en la política y se inscribe al nuevo Partido Democrático de Japón. En 1955 el Partido Democrático y el Partido Liberal se fusionaron para conformar el nuevo Partido Liberal Democrático (PLD) con Ichirō Hatoyama como su presidente. En 1957 Kishi fue nombrado presidente del partido tras la renuncia de Tanzan Ishibashi y por lo tanto se convirtió en primer ministro.

### Como primer ministro
En el primer año de su gobierno Japón se unió al Consejo de Seguridad de las Naciones Unidas, indemnizó a Indonesia y estableció un nuevo tratado comercial con Australia y firmó los tratados de paz con Checoslovaquia y Polonia. 
Uno de los objetivos de Kishi fue la reorganización de la seguridad mutua entre Japón y Estados Unidos. En noviembre de 1959 Kishi propuso un borrador del Tratado de Cooperación y Seguridad Mutua entre los Estados Unidos y Japón, que acercaría Japón más a Occidente durante la Guerra Fría. Luego del cierre de la discusión y haber aprobado sin el grupo de oposición en la Dieta, un grupo de protestantes se enfrentó a la policía en Nagatachō, a poca distancia del Edificio Nacional de la Dieta; Unas 500 personas fueron heridas en el primer mes de las manifestaciones. Luego de la disminución de las protestas, Kishi fue a Washington y en enero de 1960 regresó a Japón con el tratado ya aprobado, generando la reactivación de protestas y enfrentamientos. En junio, el Secretario de Prensa de la Casa Blanca James Hagerty había sido retenido en su automóvil por los protestantes cuando iba al aeropuerto y debió ser evacuado en helicóptero militar. Debido al incidente, Kishi pidió al presidente Dwight Eisenhower que pospusiera su planeada visita a Japón (viaje que finalmente nunca realizó).
El 15 de julio de 1960 Kishi debió renunciar al cargo por la presión popular sobre el tratado y Hayato Ikeda lo sucedió. Permaneció como miembro del Partido Liberal Democrático hasta su retiro definitivo de la política en 1979.